# 哈尔·罗杰斯
哈尔·罗杰斯（英語：Hal Rogers，1937年12月31日—）是美国律师及政治人物，自1981年起便于肯塔基州第五國會選區担任国会众议员，党籍为共和党。2022年3月唐·揚去世以后，罗杰斯接任美国众议院院长一职。

## 早年生活与教育
罗杰斯出生于肯塔基州的巴力，就读于位于鲍灵格林的西肯塔基大学，并在位于列克星敦的肯塔基大学获得法学学士学位。毕业后，罗杰斯先后在北卡罗莱纳州以及肯塔基州的国民警卫队服役。